# Melrose (Oregon)
Melrose az Amerikai Egyesült Államok északnyugati részén, Oregon állam Douglas megyéjében elhelyezkedő statisztikai település. A 2010. évi népszámláláskor 735 lakosa volt. Területe 11,3 km², melynek 100%-a szárazföld.
A közösség nevét Henry Scottól kapta, aki a skóciai Melrose Abby kolostor után keresztelte el a települést. Az eredetileg Hogannak hívott hely postahivatalát 1887. május 18-án alapították; első postamestere James McKinney volt.

## Népesség
A 2010-es népszámláláskor  735 lakója, 278 háztartása és 22 családja volt. A népsűrűség 65 fő/km2. A lakóegységek száma 304, sűrűségük 26,9 db/km2. A lakosok 95%-a fehér, 0,1%-a afroamerikai, 0,3%-a indián, 1,1%-a ázsiai,  1%-a egyéb, 2,6%-a pedig kettő vagy több etnikumú. A spanyol vagy latino származásúak aránya 3,9% (3,7% mexikói,   0,3% egyéb spanyol vagy latino származású.)
A háztartások 24,5%-ában élt 18 évnél fiatalabb. 68% házas, 6,8% egyedülálló nő, 5% egyedülálló férfi, 20,1% pedig nem család. 16,2% egyedül élt; 7,5%-uk 65 éves vagy idősebb. Egy háztartásban átlagosan 2,63 személy élt; a családok átlagmérete 2,93 fő.
A medián életkor 49,2 év volt. Lakóinak 20,3%-a 18 évesnél fiatalabb, 2,2% 18 és 24 év közötti, 18,2%-uk 25 és 44 év közötti, 37,2%-uk 45 és 64 év közötti, 20,3%-uk pedig 65 éves vagy idősebb. A lakosok 51,3%-a férfi, 48,7%-a pedig nő.

## Fordítás
Ez a szócikk részben vagy egészben  a   Melrose, Oregon című angol Wikipédia-szócikk ezen változatának fordításán alapul.  Az eredeti cikk szerkesztőit annak laptörténete sorolja fel. Ez a jelzés csupán a megfogalmazás eredetét és a szerzői jogokat jelzi, nem szolgál a cikkben szereplő információk forrásmegjelöléseként.